# Issoudun
Issoudun (tidigare Issoundun) är en kommun i departementet Indre i regionen Centre-Val de Loire i de centrala delarna av Frankrike. Kommunen är sous-préfecture i departementet. År 2022 hade Issoudun 10 953 invånare.

## Historia
År 1195 försvarade Rikard I av England staden från Filip II Augusts framryckningar.

## Administration
Borgmästare är sedan 2001 André Laignel.

## Sevärdheter
- La Tour blanche (Det vita tornet)
- Musée de l'Hospice Saint-Roch
- Äldre bebyggelse

## Befolkningsutveckling
Antalet invånare i kommunen Issoudun
Referens:INSEE

## Galleri

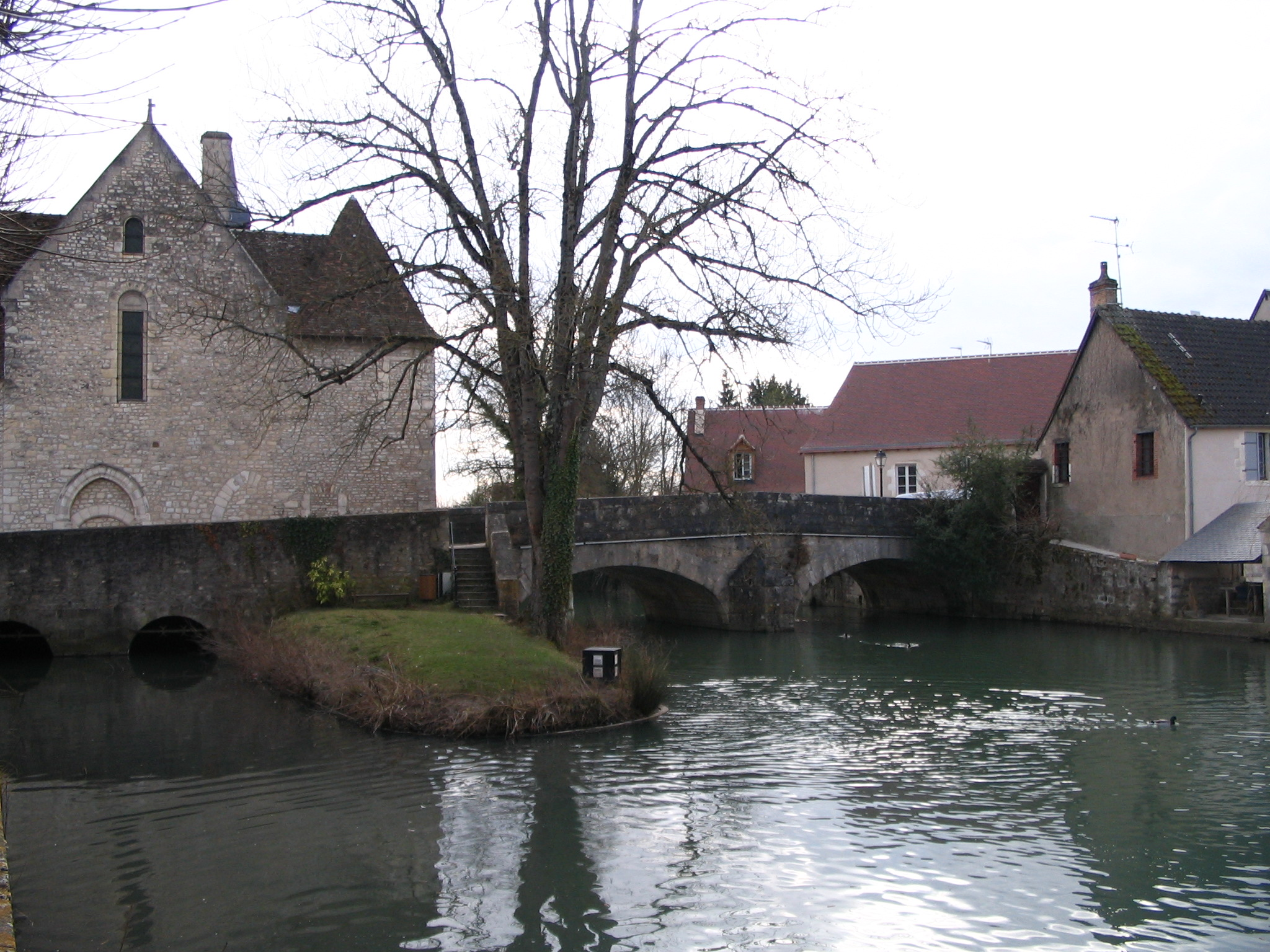
Floden Théols.
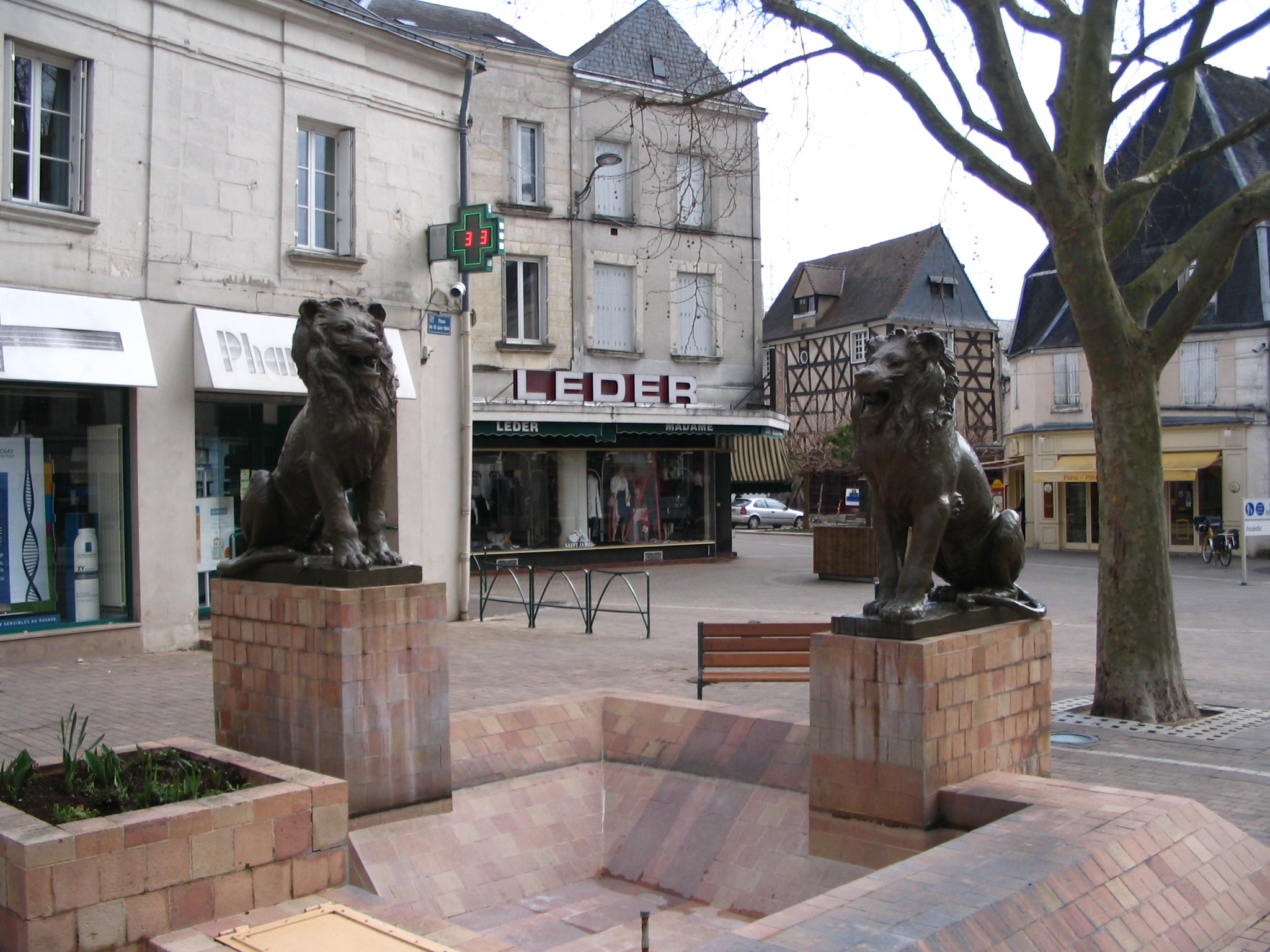
Place du 10 juin 1944.
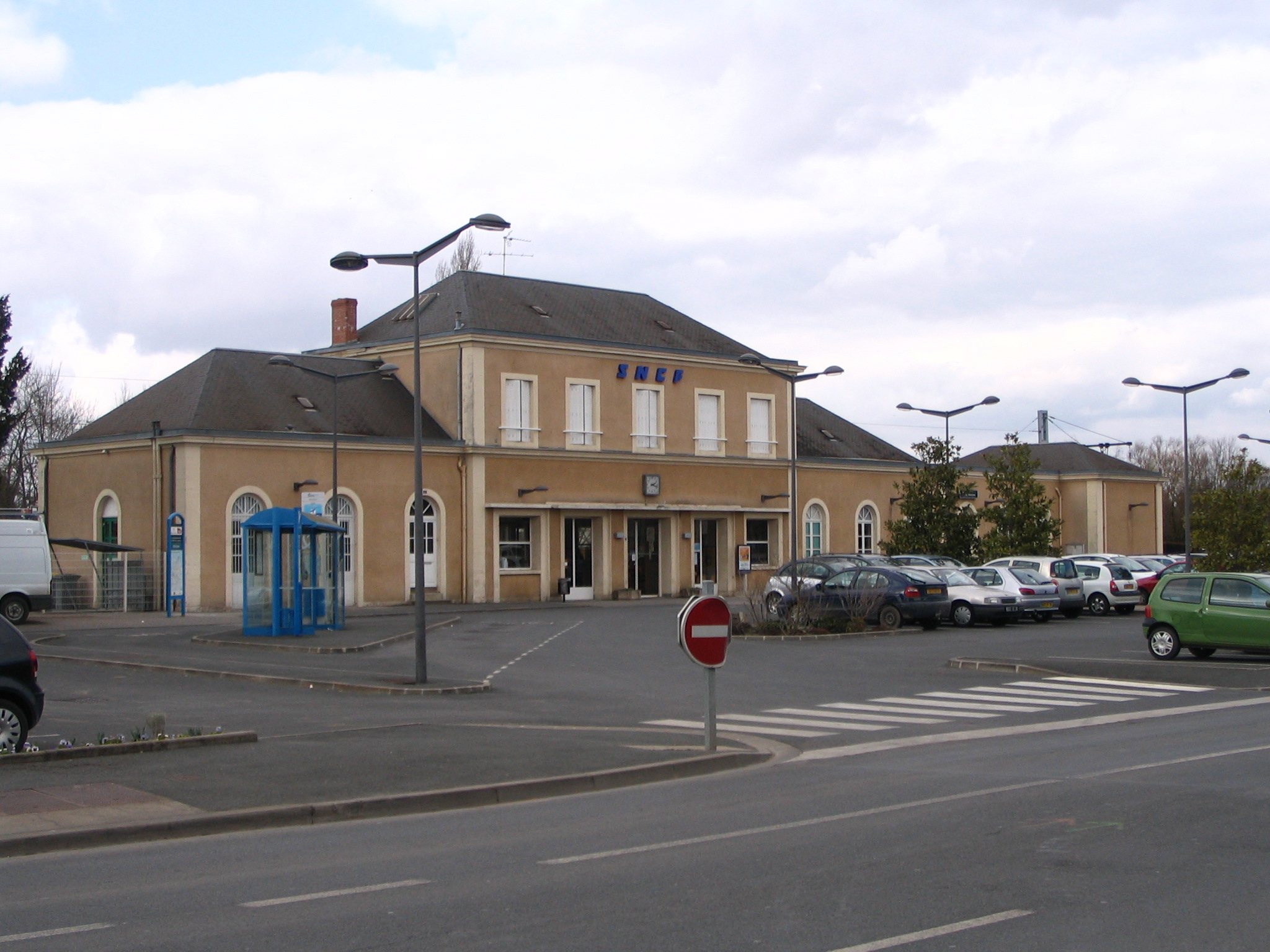
Järnvägsstationen.
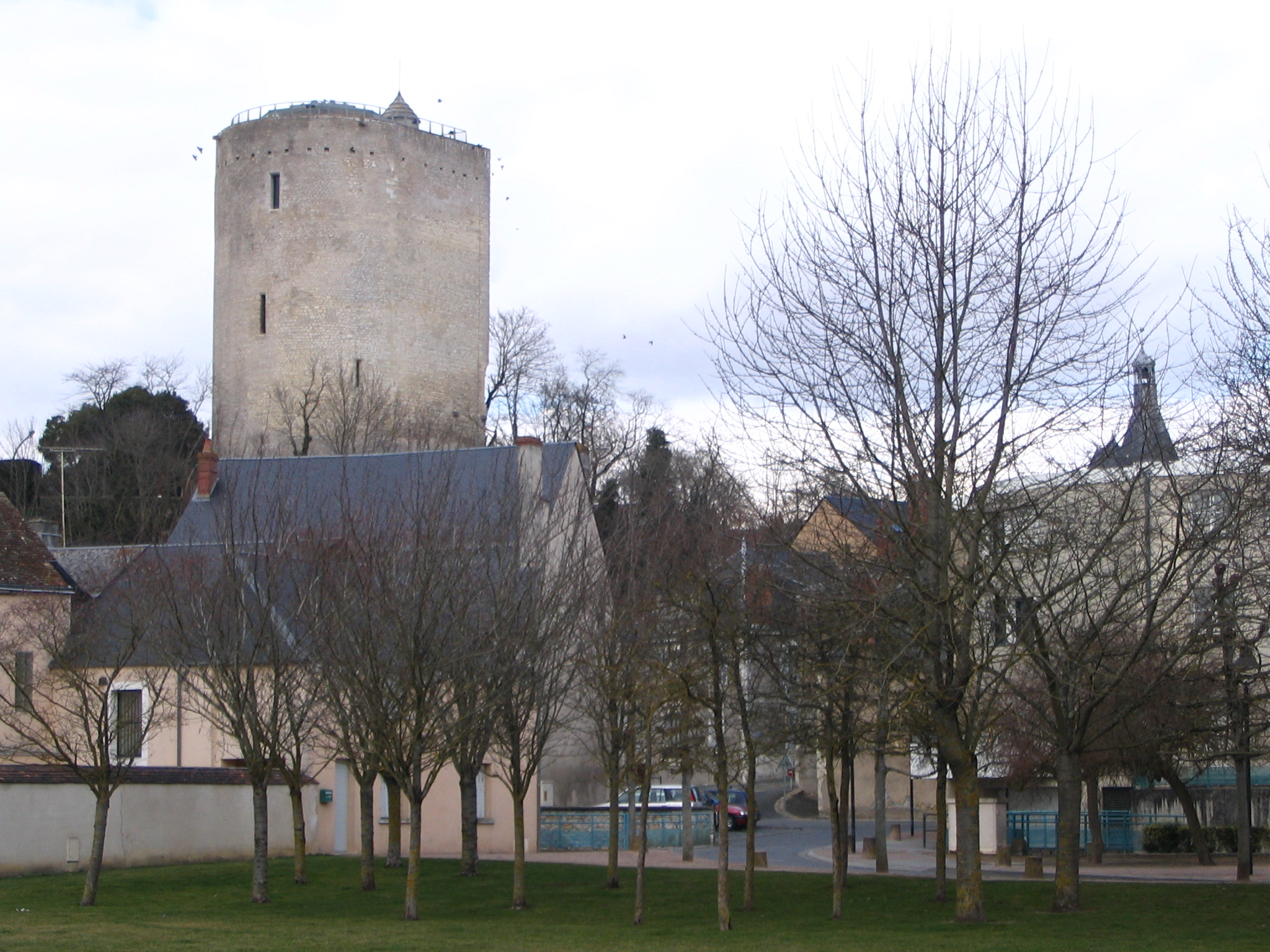
Tour Blanche.
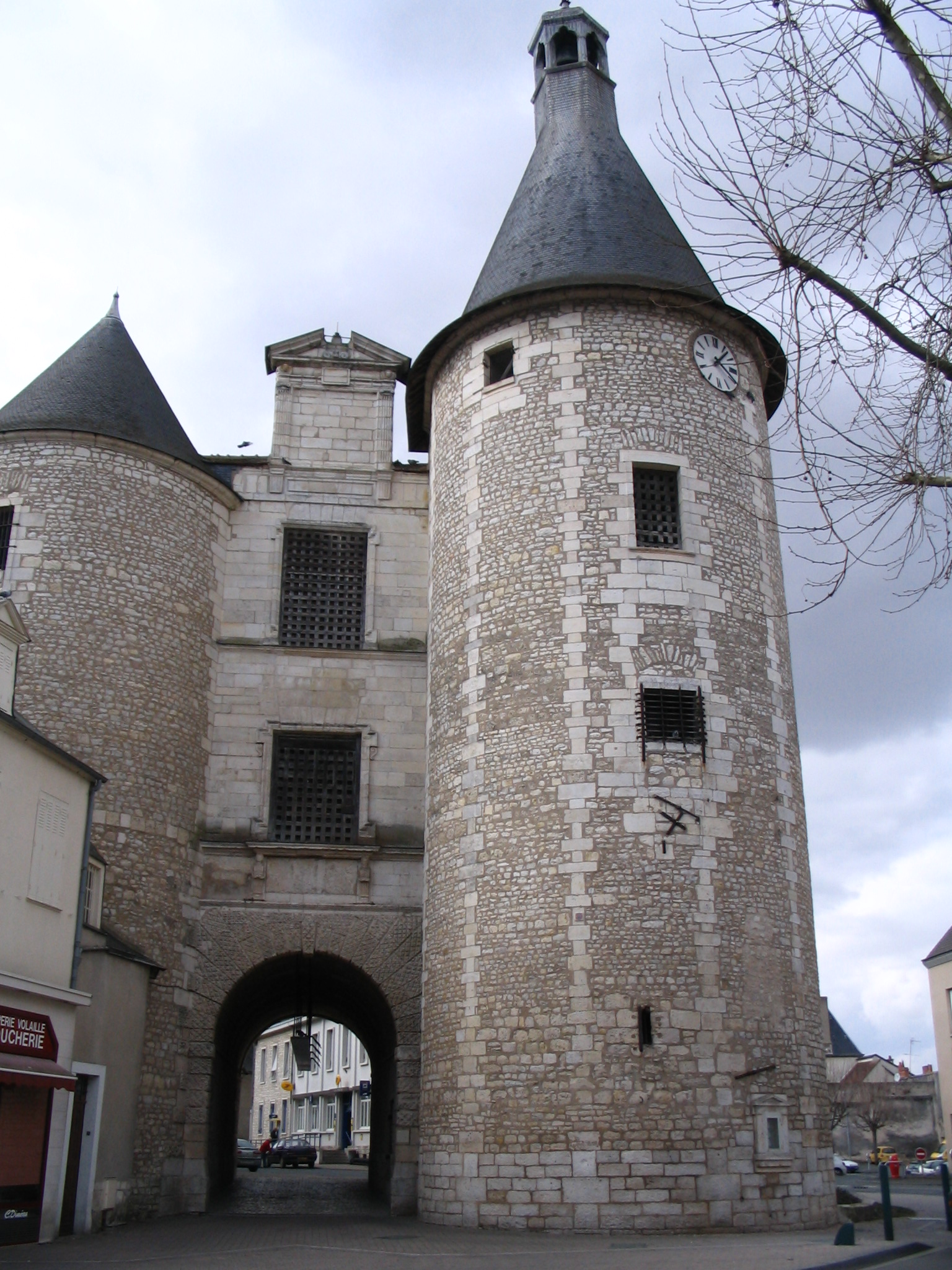
Beffroi.